# Coccobius sybariticus
Coccobius sybariticus is een vliesvleugelig insect uit de familie Aphelinidae. De wetenschappelijke naam is voor het eerst geldig gepubliceerd in 1999 door Pedata.